# Juelz Santana

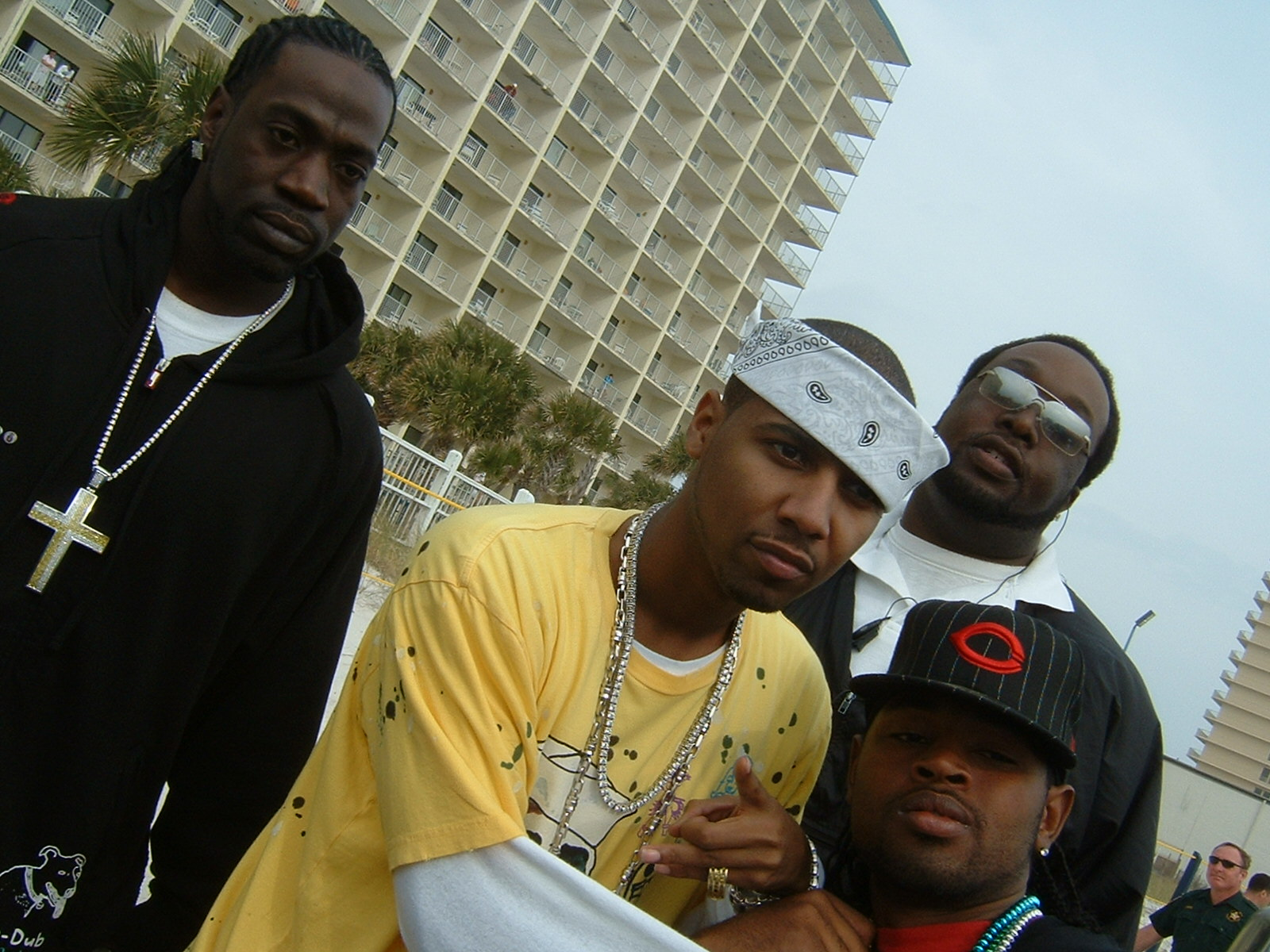
Juelz Santana mit Leibwächtern (2006)

Juelz Santana (* 18. Februar 1982 in Harlem, New York; eigentlich LaRon Louis James) ist ein US-amerikanischer Rapper.

## Leben
Santana wurde mit 14 Jahren Mitglied der Hip-Hop-Gruppe The Diplomats, der auch Cam’ron, Jim Jones, Hell Rell, Jha Jha, SAS, Un Kasa, J. R. Writer und Freekey Zeekey angehören.
Seine Mutter kümmert sich um seinen eigenen Kleiderladen ‘Santana’s Town’ in Harlem. Seine Großmutter verstarb vor einiger Zeit an Knochenkrebs. Ihr widmete er das Video 'Raindrops', welches jedoch nie im Fernsehen ausgestrahlt wurde. Mittlerweile ist Juelz Santana selbst Vater eines Sohnes. 2010 hat er auch gemeinsam mit dem Designer Mr. Slim Mils eine eigene Bekleidungslinie herausgebracht.
2015 meldeten sich die "Diplomats" nach mehreren Jahren Funkstille mit dem Mixtape American Dream zurück.

## Markenzeichen
Santanas Markenzeichen ist das Tragen eines Bandanas. Auch sind das Aussprechen von Worten wie „AY!“ oder „ya diiig?!“ sein Markenzeichen.

## Delikte
Im März 2008 wurde Juelz Santana mit seinem Wagen aufgrund eines Verdachts auf unerlaubtes Fahren angehalten und konnte keinen gültigen Führerschein vorzeigen. Daraufhin durchsuchten die Polizisten sein Auto und fanden verbotene Dum-Dum-Geschosse in einer Socke eingewickelt und 19.500 Dollar in bar, die in einer Tüte voller Bonbons steckten. Außerdem soll der Rapper nach Aussagen der Polizisten Marihuana bei sich gehabt haben. Aufgrund dessen kam es noch im selben Monat zu einer Gerichtsverhandlung, in welcher er zu fünf Monaten Haft verurteilt wurde.

## Diskografie

### Alben
| Jahr | Titel                         | Höchstplatzierung, Gesamtwochen, AuszeichnungChartplatzierungen (Jahr, Titel, Platzierungen, Wochen, Auszeichnungen, Anmerkungen) | Höchstplatzierung, Gesamtwochen, AuszeichnungChartplatzierungen (Jahr, Titel, Platzierungen, Wochen, Auszeichnungen, Anmerkungen) | Höchstplatzierung, Gesamtwochen, AuszeichnungChartplatzierungen (Jahr, Titel, Platzierungen, Wochen, Auszeichnungen, Anmerkungen) | Höchstplatzierung, Gesamtwochen, AuszeichnungChartplatzierungen (Jahr, Titel, Platzierungen, Wochen, Auszeichnungen, Anmerkungen) | Höchstplatzierung, Gesamtwochen, AuszeichnungChartplatzierungen (Jahr, Titel, Platzierungen, Wochen, Auszeichnungen, Anmerkungen) | Anmerkungen                                                 |
| Jahr | Titel                         | DE | AT | CH | UK | US | Anmerkungen                                                 |
| ---- | ----------------------------- | --- | --- | --- | --- | --- | ----------------------------------------------------------- |
| 2003 | From Me to U                  | — | — | — | — | US8 (8 Wo.)US | Erstveröffentlichung: 19. August 2003                       |
| 2005 | What the Game’s Been Missing! | — | — | — | — | US9 Gold · (19 Wo.)US | Erstveröffentlichung: 22. November 2005 Verkäufe: + 500.000 |

### Mixtapes
- Final Destination
- Back Like Cooked Crack 1
- Back Like Cooked Crack 2 – More Crack
- Back Like Cooked Crack 3 – Fiend Out
- DJ Block & Juelz Santana – It’s That Season Again Vol. 2
- DJ Lennox feat. Juelz Santana und Lil Wayne – My Hood, Your Hood
- DJ White Owl – Im A Rock Star Vol 2 (Rock Star Edition)
- Juelz Santana & Jim Jones – Ambitionz of a Gangsta
- Juelz Santana & Lil Wayne – I Can’t Feel My Face
- Juelz Santana & Lil Wayne – Faceoff
- Juelz Santana & Lil Wayne – Grade a Cocaine
- Skull Gang – The Takeover
- It’s that Season Again Vol. 1
- It’s that Season Again Vol. 2
- Lil Wayne & Juelz Santana – From 911 Katrina
- Lil Wayne & Juelz Santana – From 911 Katrina Vol 2
- DJ E.Nyce – Juelz Santana – Nothing But the Freestyles
- Kohece & Dj Mino present: Juelz Santana-Crackphenomenon

### Singles als Leadmusiker
| Jahr | Titel Album                                                  | Höchstplatzierung, Gesamtwochen, AuszeichnungChartplatzierungen (Jahr, Titel, Album, Platzierungen, Wochen, Auszeichnungen, Anmerkungen) | Höchstplatzierung, Gesamtwochen, AuszeichnungChartplatzierungen (Jahr, Titel, Album, Platzierungen, Wochen, Auszeichnungen, Anmerkungen) | Höchstplatzierung, Gesamtwochen, AuszeichnungChartplatzierungen (Jahr, Titel, Album, Platzierungen, Wochen, Auszeichnungen, Anmerkungen) | Höchstplatzierung, Gesamtwochen, AuszeichnungChartplatzierungen (Jahr, Titel, Album, Platzierungen, Wochen, Auszeichnungen, Anmerkungen) | Höchstplatzierung, Gesamtwochen, AuszeichnungChartplatzierungen (Jahr, Titel, Album, Platzierungen, Wochen, Auszeichnungen, Anmerkungen) | Anmerkungen                                              |
| Jahr | Titel Album                                                  | DE | AT | CH | UK | US | Anmerkungen                                              |
| ---- | ------------------------------------------------------------ | --- | --- | --- | --- | --- | -------------------------------------------------------- |
| 2005 | There It Go (The Whistle Song) What the Game’s Been Missing! | DE72 (4 Wo.)DE | — | — | UK47 (2 Wo.)UK | US6 Gold + Gold (Mastertone) · (24 Wo.)US                                                                                                | Erstveröffentlichung: 29. Mai 2005 Verkäufe: + 1.000.000 |
| 2006 | Oh Yes What the Game’s Been Missing!                         | — | — | — | — | US56 (11 Wo.)US | Erstveröffentlichung: 5. Januar 2006                     |

Weitere Singles
- 2003: Dipset (Santana’s Town) (feat. Cam’ron)
- 2003: Down
- 2005: Mic Check
- 2005: Clockwork
- 2007: The Second Coming (feat. Just Blaze)
- 2009: Mixin’ Up the Medicine (feat. Yelawolf)
- 2009: Back to the Crib (feat. Chris Brown)
- 2016: Time Ticking (mit Dave East, feat. Bobby Shmurda & Rowdy Rebel)

### Singles als Gastmusiker
| Jahr | Titel Album                                               | Höchstplatzierung, Gesamtwochen, AuszeichnungChartplatzierungen (Jahr, Titel, Album, Platzierungen, Wochen, Auszeichnungen, Anmerkungen) | Höchstplatzierung, Gesamtwochen, AuszeichnungChartplatzierungen (Jahr, Titel, Album, Platzierungen, Wochen, Auszeichnungen, Anmerkungen) | Höchstplatzierung, Gesamtwochen, AuszeichnungChartplatzierungen (Jahr, Titel, Album, Platzierungen, Wochen, Auszeichnungen, Anmerkungen) | Höchstplatzierung, Gesamtwochen, AuszeichnungChartplatzierungen (Jahr, Titel, Album, Platzierungen, Wochen, Auszeichnungen, Anmerkungen) | Höchstplatzierung, Gesamtwochen, AuszeichnungChartplatzierungen (Jahr, Titel, Album, Platzierungen, Wochen, Auszeichnungen, Anmerkungen) | Anmerkungen                                                                                             |
| Jahr | Titel Album                                               | DE | AT | CH | UK | US | Anmerkungen                                                                                             |
| ---- | --------------------------------------------------------- | --- | --- | --- | --- | --- | --- |
| 2002 | Oh Boy Come Home with Me                                  | DE70 (4 Wo.)DE | — | — | UK13 Silber · (9 Wo.)UK | US4 (21 Wo.)US | Erstveröffentlichung: 2. April 2002 Cam’ron feat. Juelz Santana                                         |
| 2002 | Hey Ma Come Home with Me                                  | DE58 (7 Wo.)DE | — | CH81 (1 Wo.)CH | UK8 Gold · (10 Wo.)UK | US3 Platin · (21 Wo.)US | Erstveröffentlichung: 6. August 2002 Cam’ron feat. Juelz Santana                                        |
| 2005 | Run It! Chris Brown                                       | DE5 Gold · (15 Wo.)DE | AT12 (15 Wo.)AT | CH5 (20 Wo.)CH | UK2 Platin · (16 Wo.)UK | US1 ×3Dreifachplatin + Platin (Mastertone) · (38 Wo.)US                                                                                  | Erstveröffentlichung: 30. Juni 2005 Chris Brown feat. Juelz Santana Verkäufe: + 5.112.500               |
| 2008 | There’s Nothin Sean Kingston                              | — | — | — | — | US60 (8 Wo.)US | Erstveröffentlichung: 13. März 2008 Sean Kingston und The D.E.Y. feat. Juelz Santana                    |
| 2008 | You Ain’t Got Nuthin Tha Carter III                       | — | — | — | — | US81 (1 Wo.)US | Erstveröffentlichung: 10. Juni 2008 Lil Wayne und Fabolous feat. Juelz Santana                          |
| 2008 | Pop Champagne Pray IV Reign                               | — | — | — | — | US22 Gold · (20 Wo.)US | Erstveröffentlichung: 4. September 2008 Jim Jones und Ron Browz feat. Juelz Santana Verkäufe: + 500.000 |
| 2010 | Beamer, Benz, or Bentley H.F.M. 2 (The Hunger for More 2) | — | — | — | — | US49 Gold · (16 Wo.)US | Erstveröffentlichung: 9. Februar 2010 Lloyd Banks feat. Juelz Santana Verkäufe: + 500.000               |

Weitere Gastbeiträge
- 2002: Welcome to New York City (Cam’ron und Jay-Z feat. Juelz Santana)
- 2004: Crunk Muzik (Jim Jones und Cam’ron feat. Juelz Santana)
- 2006: It’s LL and Santana (LL Cool J feat. Juelz Santana)
- 2007: Emotionless (Jim Jones feat. Juelz Santana)
- 2007: Love Tonite (Going Down Like mmm?) (Ana Bettz feat. Juelz Santana)
- 2008: Curious (Danny Fernandes feat. Juelz Santana)
- 2008: Let Me Show You (Boxie feat. Juelz Santana)
- 2009: Dancin on Me (DJ Webstar und Jim Jones feat. Juelz Santana)
- 2016: Oh Yeah (Cam’ron feat. Juelz Santana)

### Gastbeiträge (Auswahl)
- MC Kresha feat. Juelz Santana & Lyrical Son – Y.W.L.
- Fler feat. Juelz Santana – Gangzta Mucke
- Kool Savas – Optik Freestyle (feat. Juelz Santana)
- Don Omar feat. Juelz Santana – Conteo
- Mariah Carey feat. Juelz Santana – Don’t Forget About Us Remix
- Christina Milian feat. Juelz Santana – Say I Remix
- Cam’ron feat. Juelz Santana – We Make Change
- E-40 feat. Juelz Santana, Snoop Dogg & T-Pain – U & Dat (Remix)
- Lil Wayne feat. Juelz Santana & Red Cafe – My Face
- T.I. feat. Lil Wayne & Juelz Santana – Rubber Burnin
- Young Jeezy feat. Juelz Santana – Get Crunk Remix
- T.I. feat. Juelz Santana – Bug Now
- Jim Jones feat. The Game, Cam’ron & Juelz Santana – Certified Gangstas
- Duke Da God feat. Juelz Santana – Losin My Love
- Notorious BIG feat. Juelz Santana, Jim Jones und Lil Wayne – I’m with Whatever
- Jim Jones feat. T.I., P. Diddy, Juelz Santana, Birdman und Young Dro – We Fly High Remix
- The Dream feat. Fabolous, Juelz Santana, Rick Ross & Ludacris – Rockin’ That Thang (Remix)
- De La Ghetto feat. Juelz Santana – Lover Remix

## Auszeichnungen für Musikverkäufe
| Goldene Schallplatte - Dänemark - 2024: für die Single Run It! - Kanada - 2007: für den Ringtone Run It! - Neuseeland - 2006: für die Single Run It! - Norwegen - 2012: für die Single Run It! | Platin-Schallplatte - Brasilien - 2008: für die Single Run It! - 2008: für die Single Run It! (Jason Nevins Extended Mix) - Neuseeland - 2022: für die Single Hey Ma 3× Platin-Schallplatte - Australien - 2019: für die Single Run It! |

Anmerkung: Auszeichnungen in Ländern aus den Charttabellen bzw. Chartboxen sind in ebendiesen zu finden.
| Land/RegionAuszeichnungen für Musikverkäufe (Land/Region, Auszeichnungen, Verkäufe, Quellen) | Silber  | Gold       | Platin       | Verkäufe  | Quellen                       |
| -------------------------------------------------------------------------------------------- | ------- | ---------- | ------------ | --------- | ----------------------------- |
| Australien (ARIA)                                                                            | —       | —          | 3× Platin3   | 210.000   | aria.com.au                   |
| Brasilien (PMB)                                                                              | —       | —          | 2× Platin2   | 120.000   | pro-musicabr.org.br           |
| Dänemark (IFPI)                                                                              | —       | Gold1      | —            | 45.000    | ifpi.dk                       |
| Deutschland (BVMI)                                                                           | —       | Gold1      | —            | 150.000   | musikindustrie.de             |
| Kanada (MC)                                                                                  | —       | Gold1      | —            | 20.000    | musiccanada.com               |
| Neuseeland (RMNZ)                                                                            | —       | Gold1      | Platin1      | 37.500    | aotearoamusiccharts.co.nz NZ2 |
| Norwegen (IFPI)                                                                              | —       | Gold1      | —            | 5.000     | ifpi.no                       |
| Vereinigte Staaten (RIAA)                                                                    | —       | 5× Gold5   | 5× Platin5   | 7.500.000 | riaa.com                      |
| Vereinigtes Königreich (BPI)                                                                 | Silber1 | Gold1      | Platin1      | 1.200.000 | bpi.co.uk                     |
| Insgesamt                                                                                    | Silber1 | 11× Gold11 | 12× Platin12 |           |                               |